# 名木 (成田市)
名木（なぎ）は千葉県成田市の大字。郵便番号289-0111。

## 地理
北は高、北東は神崎町小松、東は神崎町植房、南東は古原、南は中野、倉水、南西は青山、西は中里、北西は冬父に隣接している。

## 世帯数と人口
2017年（平成29年）10月31日現在の世帯数と人口は以下の通りである。
| 大字 | 世帯数  | 人口  |
| ---- | ------- | ----- |
| 名木 | 191世帯 | 487人 |

## 小・中学校の学区
市立小・中学校に通う場合、学区は以下の通りとなる。
| 番地 | 義務教育学校           |
| ---- | ---------------------- |
| 全域 | 成田市立下総みどり学園 |

## 施設
- 成田市消防本部大栄消防署下総分署
- 名木西共同利用施設
- 成田ゆめ牧場
- ゆめ牧場ファミリーオートキャンプ場
- 常福寺
- 八幡神社
- 特別養護老人ホーム　名木の里

### コミュニティセンター
- 名木コミュニティセンター
- 鎌部コミュニティセンター

## 交通

### バス
- 成田市コミュニティバス[6][7]
  - しもふさ循環ルート 高岡・名木方面（運行会社：千葉交通）[8][9]
    - （滑河駅） - 名木坂下 - 名木小前 - 名木常福寺前 - （滑河駅）

### 道路
- 主要地方道
  - 千葉県道63号成田下総線